# Aventuri la firul ierbii
Aventuri la firul ierbii (în original A Bug's Life) este un film de animație american din anul 1998 produs de studiourile Pixar.
Regizat de John Lasseter și co-regizat de Andrew Stanton, filmul dezvăluie povestea unei furnici neadaptate, Flik, care va fi pusă în situația de a căuta „războinici tenaci” care să salveze colonia lor de furnici din ghearele unor cosași nemiloși. Flick recrutează un grup de gândaci ce se dovedesc a fi niște circari fricoși.
Randy Newman a compus coloana sonoră a filmului, iar paleta de voci este compusă din Dave Foley, Kevin Spacey, Julia Louis-Dreyfus, Hayden Panettiere, David Hyde Pierce, Joe Ranft, Denis Leary, Jonathan Harris, Madeline Kahn, Bonnie Hunt, Brad Garrett și Mike McShane. Premiera românească a filmului a avut loc în martie 1999  în varianta subtitrată, de asemenea filmul este disponibil și pe DVD și Blu-Ray. Vocea Reginei Furnicilor în limba română îi aparține actriței Sanda Toma. 